# Cerro Santa Vera Cruz
Cerro Santa Vera Cruz är ett berg i Bolivia.   Det ligger i departementet La Paz, i den centrala delen av landet, 300 km nordväst om huvudstaden Sucre. Toppen på Cerro Santa Vera Cruz är 4 512 meter över havet, eller 13 meter över den omgivande terrängen. Bredden vid basen är 0,21 km.
Terrängen runt Cerro Santa Vera Cruz är huvudsakligen kuperad, men norrut är den bergig. Närmaste större samhälle är Patacamaya, 12,1 km väster om Cerro Santa Vera Cruz. 
Trakten runt Cerro Santa Vera Cruz består i huvudsak av gräsmarker. Runt Cerro Santa Vera Cruz är det ganska glesbefolkat, med 22 invånare per kvadratkilometer.